# Rio Engano
O rio Engano é um curso de água do estado de Santa Catarina, no Brasil.
Nasce na cidade de Irani, corre em direção oeste banhando as cidades de Lindóia do Sul, Ipumirim e Arabutã, desaguando no rio Uruguai.